# 취업최저연령에 관한 협약

협약의 비준국 및 최저연령
16세
15세
14세

취업최저연령에 관한 협약(Convention concerning Minimum Age for Admission to Employment)은 1973년에 채택된 국제노동기구의 제138호 협약이다. 이 협약은 국제노동기구의 8대 기본 협약 중 하나로 아동 노동을 근절하는 것을 목적으로 한다.

## 취업 최저 연령
이 협약은 취업최저연령을 의무 교육을 마치는 연령 이상으로 정하는데, 원칙적으로는 15세 미만으로 정할 수 없다. 다만, 경제나 교육 체계가 미비한 국가에서는 예외적으로 최저연령을 14세로 규정할 수 있도록 하였다. 노무의 성격이나 환경상의 이유로 청소년의 건강이나 안전, 도덕에 유해한 경우에는 취업최저연령을 18세 이상으로 정하여야 한다.
13세 이상 15세 미만인 경우 건강이나 발달에 지장이 없고, 의무 교육에 지장이 없는 경노무에 한하여 취업할 수 있도록 허가할 수 있다. 예술공연 참가를 위한 취업의 경우에는 개별적인 허가를 받아 취업할 수 있도록 예외를 두었다.
대한민국에서는 15세를 취업최저연령으로 정하였으며, 근로기준법 제64조 및 제65조에서 취업최저연령에 관해 규정하고 있다.

## 비준 현황
국제노동기구 회원국 중 174개국이 이 협약을 비준하였으며 미비준국은 13개국이다. 이 협약을 비준하지 않은 국가는 다음과 같다.
- 뉴질랜드
- 동티모르
- 라이베리아
- 마셜 제도
- 미국
- 세인트루시아
- 소말리아
- 오스트레일리아
- 이란
- 쿡 제도
- 통가
- 투발루
- 팔라우